# Bezirksliga Mittelschlesien 1935/36
De Bezirksliga Mittelschlesien 1935/36 was het derde voetbalkampioenschap van de Bezirksliga Mittelschlesien, het tweede niveau onder de Gauliga Schlesien en een van de drie reeksen die de tweede klasse vormden. SC Hertha Breslau werd kampioen en nam deel aan de promotie-eindronde samen met de andere kampioenen van de Bezirksliga's. De club werd daar tweede en promoveerde. 

## Bezirksliga

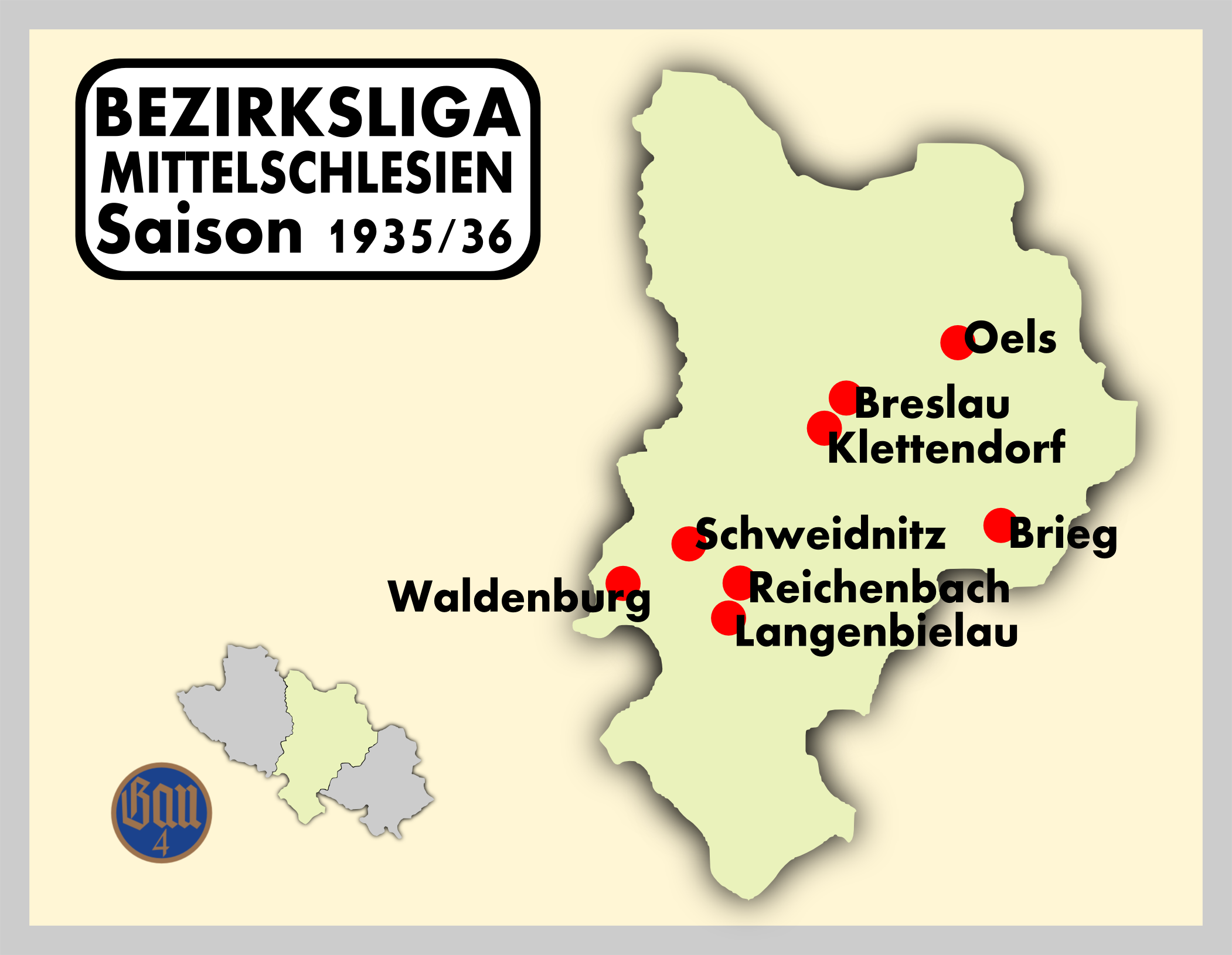
Speelsteden Bezirksliga Mittelschlesien.

| Plaats | Club                       | Wed. | W  | G | V  | Saldo | Ptn.  |
| ------ | -------------------------- | ---- | -- | - | -- | ----- | ----- |
| 1.     | SC Hertha Breslau          | 22   | 16 | 4 | 2  | 72:28 | 36:08 |
| 2.     | SV 33 Klettendorf          | 22   | 13 | 4 | 5  | 53:31 | 30:14 |
| 3.     | DSV Schweidnitz            | 22   | 12 | 5 | 5  | 74:42 | 29:15 |
| 4.     | SC Alemannia Breslau       | 22   | 12 | 2 | 8  | 44:37 | 26:18 |
| 5.     | Waldenburger SV 09         | 22   | 8  | 7 | 7  | 42:40 | 23:21 |
| 6.     | VfR Schlesien 1897 Breslau | 22   | 9  | 4 | 9  | 50:50 | 22:22 |
| 7.     | VfB Preußen Langenbielau   | 22   | 7  | 5 | 10 | 57:58 | 19:25 |
| 8.     | STC 1892 Oels              | 22   | 8  | 3 | 11 | 41:56 | 19:25 |
| 9.     | SC Brega 09 Brieg          | 22   | 7  | 4 | 11 | 32:44 | 18:26 |
| 10.    | SpVgg 1908 Reichenbach     | 22   | 7  | 3 | 12 | 42:53 | 17:27 |
| 11.    | Polizei SV Breslau         | 22   | 6  | 2 | 14 | 25:50 | 14:30 |
| 12.    | SpVgg Germania Breslau     | 22   | 4  | 3 | 15 | 33:76 | 11:33 |

|  | Deelname promotie-eindronde    |
|  | Degradatie naar 1. Kreisklasse |

## Promotie-eindronde Kreisklasse
De acht kampioenen van de Kreisklassen speelden in twee groepen voor promotie naar de Bezirksliga.

### Groep Nord
| Plaats | Club                     | Wed. | W | G | V | Saldo | Ptn.  |
| ------ | ------------------------ | ---- | - | - | - | ----- | ----- |
| 1.     | SpA Spinnerei Stabelwitz | 4    | 4 | 0 | 0 | 09:03 | 08    |
| 2.     | Sportfreunde Ohlau       | 4    | 1 | 1 | 2 | 05:04 | 03:05 |
| 3.     | SC Preußen Festenberg    | 4    | 0 | 1 | 3 | 04:11 | 01:07 |
| 4.     | SV Trachenberg           | 0    | 0 | 0 | 0 | 00    | 00    |

|  | Promotie naar Bezirksliga Mittelschlesien 1936/37 |

### Groep Süd
| Plaats | Club                            | Wed. | W | G | V | Saldo | Ptn.  |
| ------ | ------------------------------- | ---- | - | - | - | ----- | ----- |
| 1.     | SV Preußen Waldenburg-Altwasser | 6    | 5 | 1 | 0 | 23:07 | 11:01 |
| 2.     | RSV Hertha Münsterberg          | 6    | 4 | 0 | 2 | 20:13 | 08:04 |
| 3.     | Rot-Weiß Striegau               | 6    | 2 | 0 | 4 | 11:23 | 04:08 |
| 4.     | VfB 1920 Glatz                  | 6    | 0 | 1 | 5 | 08:19 | 01:11 |

|  | Promotie naar Bezirksliga Mittelschlesien 1936/37 |